# Irismar Cardozo
Irismar Cardozo (2 de abril de 1998) es una boxeadora venezolana. Compitió en el evento de boxeo peso pluma femenino en los Juegos Olímpicos de Tokio 2020.